# Convair XF-92
Convair XF-92 (первинна назва XP-92) — один з перших американських військових літаків з дельтаподібним крилом виробництва компанії Convair. Спроектований за концепцією німецького та американського авіаконструктора доктора Александра Ліппіша.
Перший політ відбувся 1 квітня 1948 року. Всього було побудовано 1 літак.
Спочатку задуманий як винищувач-перехоплювач, надалі використовувався виключно для експериментальних цілей. За результатами експериментів Convair розробила ряд проектів з дельтаподібним крилом, у тому числі: F-102 Delta Dagger, F-106 Delta Dart, B-58 Hustler, а також літак вертикального злету та приземлення FY Pogo.